# Fontitrygon
Fontitrygon – rodzaj ryb chrzęstnoszkieletowych z podrodziny Urogymninae w obrębie rodziny ogończowatych (Dasyatidae).

## Rozmieszczenie geograficzne
Do rodzaju należą gatunki występujące w słodkich, słonawych i morskich wodach okalających wschodnią Amerykę Południową i zachodnią Afrykę.

## Morfologia
Długość ciała do 207 cm; masa ciała (największa opublikowana) 20 kg.

## Systematyka
Rodzaj zdefiniował w 2016 roku międzynarodowy zespół ichtiologów (Australijczyk Peter R. Last, Brytyjczyk Gavin J.P. Naylor i Filipinka Bernadette Mabel Manjaji-Matsumoto) w artykule poświęconym rewizji taksonomicznej rodziny ogończowatych na podstawie danych morfologicznych i molekularnych opublikowanym w czasopiśmie Zootaxa. Gatunkiem typowym jest (oryginalne oznaczenie) ogończa perełkowa (T. margarita).

### Etymologia
Fontitrygon: łac. fons, fontis ‘źródło’; gr. τρυγων trugōn, τρυγονσς trugonos ‘płaszczka’.

### Podział systematyczny
Do rodzaju należą następujące gatunki:
- Fontitrygon colarensis (Santos, Gomes & Charvet-Almeida, 2004)
- Fontitrygon garouaensis (Stauch & Blanc, 1962)
- Fontitrygon geijskesi (Boeseman, 1948)
- Fontitrygon margarita (Günther, 1870) – ogończa perełkowa[5]
- Fontitrygon margaritella (Compagno & Roberts, 1984)
- Fontitrygon ukpam (Smith, 1863)